# دیون کولز
دیون کولز (انگلیسی: Dion Cools؛ زادهٔ ۴ ژوئن ۱۹۹۶) بازیکن فوتبال اهل بلژیک است. او برای تیم بزرگسالان مالزی به میدان رفته است و سابقه گلزنی در مسابقات مقدماتی جام جهانی ۲۰۲۶ در برابر قرقیزستان را دارد.
از باشگاه‌هایی که در آن بازی کرده‌است می‌توان به باشگاه فوتبال اود-هورلی لوون و باشگاه فوتبال کلوب بروژ اشاره کرد.
وی همچنین در تیم‌های ملی فوتبال زیر ۱۸ سال بلژیک، زیر ۱۹ سال بلژیک، زیر ۲۱ سال بلژیک و بزرگسالان مالزی بازی کرده‌است.